# Рудика Віктор Іванович
Рудика Віктор Іванович (нар. 2 березня 1952, Петропілля) — український менеджер, управлінець, науковець, доктор економічних наук, дійсний член (академік) Інженерної академії України, заслужений працівник промисловості України.

## Освіта та науковий ступінь
У 1974  році закінчив Харківський інженерно-економічний інститут за спеціальністю «Економіка і організація хімічної промисловості». У 2007 — захистив дисертацію на здобуття наукового ступеню кандидата економічних наук, У 2019 — захистив докторську дисертацію та здобув науковий ступінь доктора економічних наук.

## Трудова діяльність
Вся трудова діяльність пов'язана з ДП «ГИПРОКОКС»: 1975—1985 рр. — інженер техніко-економічного відділу, 1985—1994 рр. — головний інженер проекту, з 3 вересня 1994 року — директор ДП «ГИПРОКОКС».
У 2009 — започаткував концепцію енергозберігаючої технології отримання високоякісного металургійного коксу з попередньо трамбованих слабкоспікливих вугільних шихт та з сухим гасінням розпеченого коксу і повною утилізацією вторинних енергоресурсів для виробництва пари і електроенергії. Ця технологія, була втілена в проекті нової потужної коксової батареї № 10-біс на ВАТ «Алчевськкокс». За цю роботу Рудиці В. І. присуджена Державна премія України в галузі науки і техніки 2009 року.
У 2014 р. — започаткував розробку серії проектів з модернізації ГМК і забезпечення енергетичної безпеки України.

## Життєве кредо
Життєвим кредо Рудики Віктора Івановича є вислів: «Усе найкраще — людям!»

## Наукова діяльність
Рудика Віктор Іванович є членом редакційної колегії «Вуглехімічний журнал» та журналу «Кокс і Хімія», головою ДЕК Харківського національного економічного університету, почесний професор Міжнародного університету у Відні, Ради Північно-Східного наукового центру НАН і МОН України, член вченої ради Науково-дослідного центру індустріальних проблем розвитку НАН України.
Впродовж 30 років — науковий керівник і безпосередній учасник виконання пошукових і проектних робіт, пов'язаних із прогнозуванням розвитку техніки і технології коксохімічного виробництва, розширенням сировинної бази виробництва коксу за рахунок удосконалення технології коксування, розробці проектів будівництва, реконструкції і технічного переоснащення коксових батарей, розробці і впровадженню енергозберегаючих технологій у коксохімічному виробництві.
Рудика Віктор Іванович автор понад 100 публікацій, 10 монографій, 51 винаходу, 6 навчальних посібників, 12 доповідей на міжнародних конгресах і конференціях.

## Нагороди та почесні звання
- Орден князя Ярослава Мудрого V ступеня[3],
- Орден «За заслуги» ІІІ ступеня,
- Орден «Святий князь Володимир» IV ступеня,
- Нагрудний знак «За сумлінну працю»,
- Почесне звання «Заслужений працівник промисловості України» (2002)[1],
- Лауреат Почесної нагороди «Свята Софія»,
- «Лідер промисловості та підприємства України»,
- «Лідер України»,
- «Почесний професор Міжнародного Віденського університету»,
- Лауреат Державної премії України в галузі науки і техніки 2009 року.

За особистий внесок у розбудову громадянського суспільства України, Рудику Віктора Івановича нагороджено Дипломом Національної Академії Наук України «Золотий фонд нації. Імена. Звершення. Ювілеї» (2019 рік).
За зразкове управління, ділову етику і прагнення до міжнародних стандартів якості, Рудика В. І.отримав нагрудний знак «Manager of the year» Комітету Сократа в Оксфорді (Велика Британія, 2019 рік).